# Kadam-Kadam

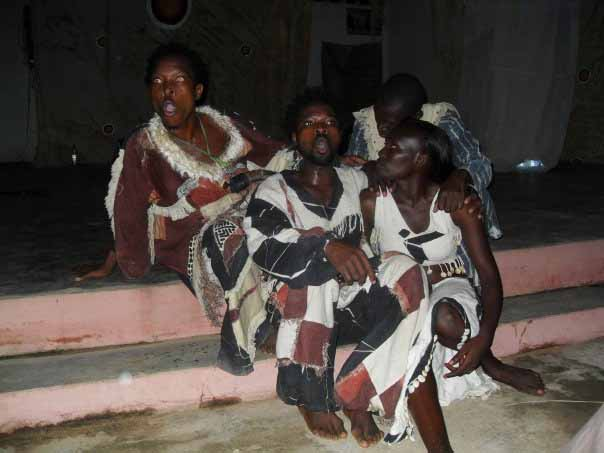
Comédien en costume pour le spectacle Timda M'Bala.

Kadam-Kadam est une troupe de théâtre résidant au Togo. Elle a été créée en 1998 par le metteur en scène Luc Koubidina Alanda, et a joué dans toute l’Afrique francophone, en Europe et jusqu'aux Caraïbes.

## Description
Aujourd'hui établi dans la banlieue de Lomé par souci de toucher une population mise à l’écart de la culture, elle continue par créer, jouer et participer aux nombreux festivals où elle est régulièrement invitée.
Reconnu par le guide du Petit Futé Togo, Kadam-Kadam est une compagnie de théâtre majeur au Togo qui fait briller ses artistes dans un contexte socio-culturel difficile. 
Kadam-Kadam signifie étymologiquement « ça bouge - ça bouge! » en langue nawdm, langue parlée au nord du Togo. Son nom résonne comme un leitmotiv pour la troupe qui est composée de comédiens, scénographes et musiciens de multiples nationalités (Bénin, Togo, Congo).
Dans la volonté de sensibiliser un maximum de personnes à l'Art et de développer le goût à la culture, l'association Kadam-Kadam multiplie ses actions. En outre ses activités théâtrales, elle devient une association officiellement enregistrée sous le N°4320 BEN° 0530 / MISD-SG-DAPSC-DSC du 18 / 09 / 03. 
L'association Kadam-Kadam œuvre dans les Actions Sociales en organisant des événements comme Le Théâtre à l'Ecole ou encore des chantiers nommés Ekua-Alê où le soutien scolaire et les activités artistiques ont leur place majeur. Kadam-Kadam a établi des partenariats avec la contribution financière de la Communauté européenne et les pays d'Afrique, Caraïbes et Pacifique.

## Spectacles
La troupe compte à son actif plusieurs créations de nouvelles et œuvres théâtrales, parmi lesquelles on retrouve Chemin Laborieux, La Lecturine, Hadidza ou le Cri d’une ombre voilée, À Qui Le Tour, Zone d’Ombre, Les Kamikakes antiretro, Passages, Le train de la Paix, ainsi que la nouvelle BouffeCrates. Elle a également créé Vices Vers Ça !, qui a remporté le Prix de la Fraternité FESTHEF en 2003, et Paroles du Fou, qui a obtenu le 1er Prix de la Région Maritime ainsi que le 2e Prix au Concours Pacipe. Parmi les autres œuvres remarquables, on peut citer Ountaradia ou La révélation endurcie, lauréat du 3e Prix du meilleur texte, Le Mal du Sang, Tour à Tour, Une Chasse Noc-Diurne et enfin Face à Face.
Parmi les œuvres adaptées, on retrouve Les Fourberies de Scapin, Comme des Flèches (récompensé par le Prix de la meilleure mise en scène à UNIVERSI’Arts – Bénin), ainsi que L’Autre Bord, une création marquante des Récréâtrales en 2008. D'autres pièces notables incluent Le Laveur de Cerveau, Le Pont, et Caricatures. La satire sociale est également au rendez-vous avec Robine des Banques et Timda M’Bala, une œuvre primée avec le Prix de la Meilleure Comédienne au Festi-Forum Cameroun et le 3e Prix du Meilleur Spectacle au Festhef 2005. Enfin, Le Chien Royal, lauréat du 1er Prix RETHES 2002 et du 2e Prix Festhef 2000, ainsi que La Fuite, complètent cette riche sélection. 

## Ekua-alê
Ekua-alê est un événement au cours duquel, les artistes de l’association Kadam-Kadam et les volontaires d’autres pays (France, Belgique, Canada, États-Unis, Grèce...) se réunissent soit pour faire un soutien scolaire aux élèves du primaire et du collège d'un village donné, ou soit pour former les artistes selon leurs besoins.